# Scheepmakershaven (Rotterdam)
De Scheepmakershaven is een haven te Rotterdam.

## Geschiedenis

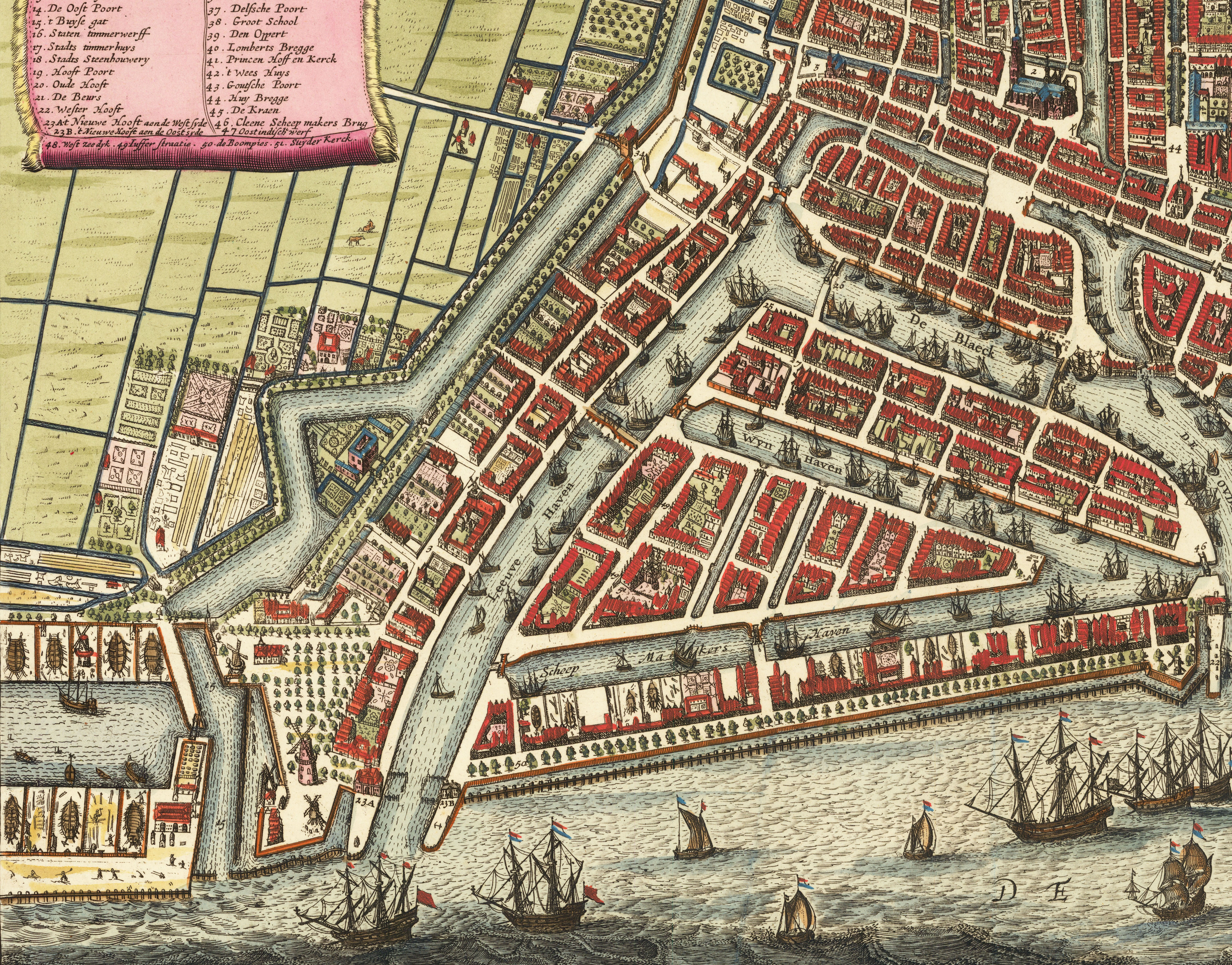
Scheepmakershaven kaart, 1690

Deze werd in 1613 aangelegd en loopt van de Leuvehaven naar het punt waar hij samenkomt met de Wijnhaven.
Aan de Scheepmakershaven was tot 1685 een stadswerf, waarna deze activiteit verhuisde naar een grotere werf aan de Oostzeedijk. Op de beide stadswerven werden in de periode 1602-1795 rond de 110 schepen voor de VOC gebouwd. In 1695 werd het nieuwe Oost-Indisch Huis voor de VOC op een hetzelfde terrein tussen de Boompjes en de Scheepmakershaven gebouwd.
Bij het bombardement van 14 mei 1940 werd bijna alle bebouwing rond de Scheepmakershaven verwoest.